# Findern
Findern est un village et une paroisse civile du Derbyshire en Angleterre.
Sa population était de 1 669 habitants en 2011.